# پرسیوال پروکتر
پرسیوال پروکتر (به انگلیسی: Percival_Proctor) یک هواگرد از نوع ارتباطی و آموزشی ساخت شرکت Percival Aircraft Limited است. هواگرد پرسیوال پروکتر نخستین پروازش را در ۸ اکتبر ۱۹۳۹ میلادی انجام داد. در مجموع، تعداد ۱٬۱۴۳ فروند از این هواگرد ساخته شده‌است.
طراح این هواگرد، Edgar Percival بود.